# Albertów (gmina Lubochnia)
Albertów – wieś w Polsce, położona w województwie łódzkim, w powiecie tomaszowskim, w gminie Lubochnia.
W latach 1975–1998 miejscowość należała administracyjnie do województwa piotrkowskiego.